# 岡田晃 (陸上選手)
岡田 晃（おかだ あきら、1984年12月6日 - ）は、日本の陸上競技選手。群馬県出身。

## 略歴
群馬県立高崎北高等学校時代はバスケットボール部に所属していた。大学へは一般入試で亜細亜大学法学部に合格し、陸上競技部に入部する。
- 5000mのベストタイムは14分12秒08
- 10000mのベストタイムは29分01秒93
- ハーフマラソンのベストタイムは1時間02分52秒
- 2006年の箱根駅伝では3区区間6位。区間2位で走った日本大学の福井誠に抜かれたものの、学連選抜を含めると8人を抜き、順位を13位から7位へ押し上げてチームにいい流れを作った。結果的に亜細亜大学初優勝に大きく貢献した走りとなった。
- 2006年度は陸上部主将を務め、出雲駅伝は3区、全日本大学駅伝は2区とエース区間を任された。
- 2連覇が期待された2007年の箱根駅伝では10区で区間13位。チームも総合10位に終わり、主将自ら優勝のテープを切るというプランは夢に終わった。
- 2008年度より日立電線マラソン部で競技を再開する。
- 2018年に母校の亜細亜大学で女子陸上競技部を立ち上げ、監督に就任。2022年に富士山女子駅伝への初出場を決めた[1]。